# Divlji vjetre
Chansons représentant la Croatie au Concours Eurovision de la chanson
The Dream
(2019) Tick-Tock
(2021)
Divlji vjetre est une chanson du chanteur croate Damir Kedžo, sortie le 1er mars 2020 en téléchargement numérique. La chanson aurait dû représenter la Croatie au Concours Eurovision de la chanson 2020, à Rotterdam, aux Pays-Bas.

## À l'Eurovision
Le 29 février 2020, la chanson Divlji vjetre de Damir Kedžo est sélectionnée lors de l'émission Dora comme représentant de la Croatie à l'Eurovision 2020.
La chanson aurait dû être interprétée en onzième position de l'ordre de passage de la première demi-finale, le 12 mai 2020. Cependant, le 18 mars 2020, l'annulation du Concours en raison de la pandémie de Covid-19 est annoncée.

## Classements
| Classements (2020)  | Meilleure position |
| ------------------- | ------------------ |
| Croatie (HR Top 40) | 1                  |